# Поремећај прилагођавања
Поремећај прилагођавања је неприлагођен одговор на психосоцијални стресор. Класификован је као ментални поремећај. Маладаптивни одговор обично укључује иначе нормалне емоционалне и бихејвиоралне реакције које се манифестују интензивније него обично (узимајући у обзир контекстуалне и културне факторе), изазивајући изражен стрес, преокупацију стресором и његовим последицама и функционално оштећење.
Дијагноза поремећаја прилагођавања је честа. Процене преваленције током живота за одрасле се крећу од пет процената до 21%. Одрасле жене дијагностикују се два пута чешће од мушкараца. Међу децом и адолесцентима, подједнако је вероватно да ће девојчице и дечаци имати дијагнозу поремећаја прилагођавања. Поремећај прилагођавања уведен је у Дијагностички и статистички приручник за менталне поремећаје 1980. године (DSM-3).
Други називи за поремећај прилагођавања су синдром одговора на стрес (нови назив од 2013. године) и ситуациона депресија јер је то један од најчешћих симптома.

## Знаци и симптоми
Неки емоционални знаци поремећаја прилагођавања су: туга, безнађе, недостатак уживања, чаролије плача, нервоза, анксиозност, очај, осећај преоптерећености и мисли о самоубиству, лоши резултати у школи/послу итд.
Уобичајене карактеристике поремећаја прилагођавања укључују благе симптоме депресије, симптоме анксиозности и симптоме трауматског стреса или комбинацију ова три. Према ДСМ-5, постоји шест типова поремећаја прилагођавања, које карактеришу следећи преовлађујући симптоми: депресивно расположење, анксиозност, мешана депресија и анксиозност, поремећај понашања, мешани поремећај емоција и понашања и неспецифицирани. Међутим, критеријуми за ове симптоме нису детаљније наведени. Поремећај прилагођавања може бити акутан или хроничан, у зависности од тога да ли траје дуже или краће од шест месеци. Према ДСМ-5, ако поремећај прилагођавања траје мање од шест месеци, онда се може сматрати акутним. Ако траје дуже од шест месеци, може се сматрати хроничним. Штавише, симптоми не могу да трају дуже од шест месеци након што стресор(и) или његове последице престану.  Међутим, поремећај повезан са стресом не постоји само као егзацербација већ постојећег менталног поремећаја.
За разлику од велике депресије, поремећај је узрокован спољним стресором и генерално се решава када је појединац у стању да се прилагоди ситуацији. Стање се разликује од анксиозног поремећаја, коме недостаје присуство стресора, или посттрауматског стресног поремећаја и акутног стресног поремећаја, који су обично повезани са интензивнијим стресором.
Самоубилачко понашање је истакнуто међу људима са поремећајем прилагођавања свих узраста, а до једне петине жртава самоубиства адолесцената може имати поремећај прилагођавања. Брониш и Хект су открили да је 70% пацијената са поремећајем прилагођавања покушало самоубиство непосредно пре пријема у индекс и да су се повукли брже од упоредне групе са великом депресијом. Аснис и сарадници су открили да пацијенти са поремећајем прилагођавања ређе пријављују упорне идеје или покушаје самоубиства од оних којима је дијагностикована тешка депресија. Према студији на 82 пацијента са поремећајем прилагођавања на клиници, Болу и сарадници су открили да је 22 (26,8%) ових пацијената примљено због покушаја самоубиства, што је у складу са претходним налазима. Поред тога, откривено је да је 15 од ова 22 пацијента изабрало методе самоубиства које су укључивале велике шансе за спасавање. Хенриксон и сарадници нацоде да је половина стресора везана за проблеме са родитељима, а једну трећина на проблеме са вршњацима.
Једна хипотеза о поремећају прилагођавања је да може представљати клинички синдром испод прага.
Неки национални здравствени органи сматрају да је синдром професионалног сагоревања поремећај прилагођавања.